# Jonathan Neale
Jonathan Neale, né le 19 août 1962 à Woking (Angleterre, Royaume-Uni), est un ingénieur et homme d'affaires britannique. Présent au sein du McLaren Group depuis 2001,, il en est aujourd'hui le directeur des opérations. Il occupait auparavant le poste de Président directeur général (par intérim) et de directeur des opérations du McLaren Racing.

## Biographie
En 1984, Jonathan Neale est diplômé de l'université de Nottingham avec une licence en physique et rejoint le Philips Defence Systems pour travailler sur les systèmes électroniques des navires de guerre et sous-marins de l'armée,. En 1991, il rejoint BAE Systems en tant que project design engineer et son travail concerne les avions à turbopropulseurs. Ses capacités de management lui permettent rapidement d'évoluer au sein de la société,.
En 1994, il est diplômé d'un master à l'université de Manchester et est promu Operations and Support Director,. En 1999, Jonathan Neale est envoyé au programme de défense pour prendre en charge, en tant que Managing Director, le programme des avions Hawk Fast Jet,.
Jonathan Neale rejoint le McLaren Racing en 2001 en tant que responsable des opérations. Il est responsable des processus de fabrication, de la chaîne de réserves, du transport et de la logistique,. En 2004, il est nommé manageur général de l'équipe et dirige le département des ingénieurs, ce qui le rend plus impliqué dans les stratégies et dans la direction de l'écurie,.
En février 2014, à la suite d'une restructuration interne de l'équipe et au retour de Ron Dennis, Jonathan Neale est nommé Président directeur général par intérim et directeur des opérations de l'équipe,. Il conserve ce double poste jusqu'à l'arrivée de l'Allemand Jost Capito à la tête de l'équipe, et sa promotion personnelle en tant que directeur des opérations de la société mère, le McLaren Technology Group en janvier 2016.